# Спеціальні технологічні рідини для проведення комплексу робіт із закінчування і ремонту свердловин
Спеціальні технологічні рідини для проведення комплексу робіт із закінчування і ремонту свердловин
Станом на початок ХХІ ст. розроблено ряд технологічних рідин на безводній основі призначених для проведення ремонтних робіт у свердловинах (закінчування, ремонт свердловин, перфорація, глушіння, інтенсифікація притоку, консервація свердловин, тимчасове блокування привибійної зони пласта та ін.), які успішно застосовуються на нафтових і газових родовищах України.

## Witer II— інвертний емульсійний буровий розчин (ІЕР)

### Загальний опис
Witer II — інвертний емульсійний буровий розчин (ІЕР) призначений для первинного і вторинного розкриття продуктивних пластів, буріння в аварійних зонах будь-якої складності, проведення капітального ремонту свердловин, використання як спеціальних рідин для закінчування свердловин.
Відмінною особливістю інвертних емульсійних бурових розчинів є застосування вуглеводневої рідини як дисперсійного середовища, а води або розчинів солей дисперсною фазою.
Фільтрат розчину представлений вуглеводневою рідиною, що повністю виключає проблему втрати стійкості гірських порід на стінках свердловин і набухання глинистих мінералів в пластах-колекторах внаслідок їх гідратації. В результаті створюються оптимальні умови для безаварійного буріння та якісного розкриття продуктивних горизонтів.

### Історична довідка
В СРСР, існувало два основних наукових центри з розробки розчинів на вуглеводневій основі, в роботі яких активну участь брали українські фахівці: у Москві — МИНХ і ГП ім. І. М. Губкіна, під керівництвом д.т.н. проф. Мухіна Л. К. (Розенгафт А. Г., Лубан В. З., Допілко Л. І. та ін.) і в Києві — УкрГІПРОНДІнафта (Токунов В. І., Хейфец І. Б.). В Україні вуглеводневі системи проходили масштабні промислові випробування (Сагайдацька, Радченківська, Братешкінська площі (Полтавська обл.)).
Але у 1980-х роках, роботи у цьому напрямку припинились. Причиною того були екологічна і пожежна небезпека, висока вартість тощо. Головною ж причиною була потужна конкуренція з боку, на той час нових, полімерних бурових розчинів, які багато в чому не поступалися рідинам на вуглеводневій основі (РВО).
Сьогодні рідини на вуглеводневій основі знову набувають популярності. Питання стоїть про мінімальне погіршення колекторських властивостей пластів при ремонтних роботах у свердловинах.
Компанією Geo Synthesis engineering спільно з польською компанією PSPW (м. Кросно) та Інститутом нафти і газу (м. Краків) була розроблена нова інвертна емульсія Witer II.

### Переваги та недоліки
Переваги визначаються вуглеводневим характером фільтрату і мінімальним контактом породи з водною фазою.
Система Witer II забезпечує високуий ступінь стійкості стовбура свердловини і мінімальне диспергування вибуреного глинистого шламу.
Практично виключається техногенне забруднення продуктивних пластів, пов'язане з гідратацією, набуханням і диспергуванням глинистого матеріалу колекторів. Мінералізація середовища не впливає на властивості емульсійного розчину.
Високі змащувальні і антиприхоплювальні властивості. Широкий діапазон густини.
Висока механічна швидкість буріння, різке зниження витрат часу на проробку та калібрування стовбура свердловини.
Недоліки. У процесі буріння необхідно суворо контролювати технологічні параметри промивальної рідини, її електростабільність, співвідношення водної та вуглеводневої фази. Потрібен контроль вмісту твердої фази, постійна робота системи очищення розчину, обов'язкове очищення розчину на установках центрифуг.
Висуваються особливі вимоги до технології приготування і компонентів емульсії. Необхідне спеціальне обладнання та підготовка персоналу.
На параметри емульсії негативно впливає: надходження надлишкової водної фази, забруднення системи дрібнодисперсним шламом вибурених глинистих порід, висока температура у свердловині.
Інтенсивні поглинання емульсійних бурових розчинів можливі при нестачі коркоутворюючих наповнювачів або при невірному підборі їх компонентного складу.
Межа термостійкості системи Witer II встановлена на рівні 140 оС. Існує технічна можливість подальшого збільшення межі термостійкості. Роботи в даному напрямку проводяться.
Мінімальне значення електростабільності, при якому необхідно припинити поглиблення свердловини 200 V.
Розчини на вуглеводневій основі, в тому числі й інвертні емульсії, характеризуються підвищеною токсичністю, пожежонебезпекою, високою вартістю. Без застосування спеціальних заходів можливе нанесення шкоди навколишньому середовищу.
В системі інвертної емульсії неможливе проведення електрометричних вимірювань при геофізичних дослідженнях свердловин.

### Склад промивальної системи
дисперсійне середовище: дизельне паливо — 80 — 90 % (від загального об'єму розчину);
водна дисперсна фаза: вода — 10 — 20 % (від загального об'єму розчину);
емульгатор 1: Е-4 — 6 – 7 %;
емульгатор 2: E-5 — 2 – 3 %;
гідрофобізатор твердої фази: Н-1 — 1 – 3 %;
регулятор фільтрації: F-1 — 2 – 4 %;
твердий стабілізатор, наповнювач: органофільний бентоніт — 5 – 7 %;
мінералізатор водної фази: CaCl2 — 25 — 30 % (від об'єму води);
карбонатний кольматант: М-25 –10 — 15 %;
органічний кольматант: К-200 — 1 – 2 %;
нейтралізатор вільних органічних кислот, регулятор рН: СаО — 1 – 2 %;
обважнювач гідрофобний: барит — до необхідної густини.
Параметри промивальної системи: густина: 1020—1900 кг/м3,
умовна в'язкість: 80 — 150 сек, СНЗ: 30/40 — 65 70 дПа, фільтрація: 0,5 — 2,5 см3/30хв.,
НРНТ фільтрація: 140 оС 10 — 15 см3/30хв.,
пластична в'язкість: 20 — 60 мПа·с;
ДНЗ: 70 — 150 дПа;
електростабільність: > 300 V.

## Полі-Брайн (Poly-Brine)— сольові і полімер-сольові промивальні рідини
Призначені для проведення комплексу робіт із закінчування і ремонту свердловин, у тому числі перфорації, глушіння та інтенсифікації притоку, а також для консервації свердловин і тимчасового блокування привибійної зони пласта.
Сольові та полімер-сольові системи — це розчини солей різної густини, які можуть бути загущені полімерними домішками. Загущення сольових розчинів полімерами дозволяє отримати промивальні системи без твердої фази, з регульованими реологічними та фільтраційними характеристиками.

### Сольові промивальні системи
РЗС-132: густина від 1100 до 1320 кг/м3;
РЗС-145: густина від 1320 до 1450 кг/м3;
РЗС-155: густина від 1450 до 1600 кг/м3.

### Полімер-сольові промивальні системи.
Промивальні системи цього типу отримують шляхом розчинення полімерів у розчинах солей при певному співвідношенні їх температури і густини. Така технологія дозволяє здійснювати спрямоване регулювання фільтраційних і реологічних властивостей розчинів, без зниження їх густини.
Полімер-сольові системи можуть бути виготовлені на основі розсолів, які видобуваються на території України, або на основі сухих солей, що виробляються промисловістю.
Полімер-сольові системи можуть бути виготовлені як безпосередньо на свердловині, так і на спеціальному стаціонарному вузлі. Для отримання даної промивальної системи необхідне змішувальне обладнання (глино- або гідрозмішувач). Можливе також отримання розчину в бункері цементувального агрегату або безпосередньо у стовбурі свердловини.

### Технологічні властивості.
Густина полімер-сольових промивальних систем: може змінюватися від 1100 до 1550 кг/м3.
Термостійкість полімер-сольових систем: 120—140 оС.
Коефіцієнт відновлення проникності колекторів після впливу полімер-сольових промивальних систем перевищує рівень, що забезпечується впливом фільтрату хлоркалієвого бурового розчину, і наближається до рівня, який забезпечується при застосуванні рідин на вуглеводневій основі.
Для забезпечення технологічно прийнятного рівня водовіддачі, концентрація полімеру в системі повинна знаходитися на рівні, що перевищує 3 — 4 % на сухий продукт.
Залежно від концентрації полімеру, можлива зміна реологічних властивостей системи у широких межах.

### Переваги і недоліки
Переваги.
Полімер-сольові промивальні системи мають: — високу густину; — високу мінералізацію; — високий інгібуючий вплив на глинисті породи.
Порівняно з традиційними сольовими розчинами, полімер-сольові системи мають: — низький рівень фільтрації; — більш високі реологічні характеристики.
Поєднання таких технологічних властивостей забезпечує значно вищий коефіцієнт відновлення проникності колекторів, ніж під час використання традиційних сольових розчинів.
Полімер-сольові промивальні системи характеризуються: — стійкістю до ферментативного розкладання; — низькою температурою замерзання (для розчинів із густиною 1280 кг/м3 — нижче –50 оС); — екологічною безпекою.
Обмеження.
Зі збільшенням густини сольових і полімер-сольових розчинів зростає небезпека кристалізації солей з розсолів при зниженні температури. Температура початку кристалізації для полімер-сольового розчину з густиною 1550 кг/м3 складає 18 ÷ –20 оС.

## ІГК – інгібітор гідратоутворення комплексний
ІГК – інгібітор гідратоутворення комплексний ТУ У 14.4-23557449-006: 2008 використовується для запобігання утворенню та для боротьби з газовими гідратами в системах збору і промислової обробки газу і нафти, а також як рідини глушіння свердловин.

### Основні фізичні властивості
розчин природного бішофіту, очищений від домішок сульфатних і карбонатних солей;
розчинність у воді: 100 %;
зовнішній вигляд: масляниста рідина без запаху, блідо-сірого або сіро-зеленого кольору;
густина реагенту: 1240 – 1280 кг/м3;
рН: 6,0 – 8,0;
добова стабільність: не більше 0,02 г/см3.

### Історична довідка
Пошук альтернативних інгібіторів гідратоутворення обумовлений високою токсичністю метанолу. В Україні з цією метою використовується розчин природного бішофіту, промисловий видобуток якого здійснюється на декількох родовищах. У той же час, наявність у складі такого розчину домішок сульфатних і карбонатних іонів ускладнює його застосування, внаслідок утворення нерозчинних сполук, в першу чергу гіпсу. Неодноразово виникали проблеми, пов'язані з закупоркою технологічного обладнання.
Розчин бішофіту також широко застосовується як технологічної рідини на різних етапах закінчування свердловин. Видалення з його складу сульфатних і карбонатних іонів дозволяє знизити ризик забруднення продуктивних пластів.
Технологія приготування продукту.
Інгібітор гідратоутворення комплексний (ІГК) отримують з розчину природного бішофіту, шляхом седиментаційного осадження сульфатних і карбонатних іонів внаслідок обробки хлоридом кальцію.

### Сфера застосування.
Попередження утворення гідратів при випробуванні і експлуатації свердловин.
Рідина для глушіння, ремонту і перфорації свердловин (густина рідини 1240 – 1280 кг/м3 або нижче, що досягається шляхом розбавлення водою).
Переваги.
На відміну від традиційного ігібітора гідратоутворення на основі метанолу – не токсичний і екологічно повністю безпечний.
Відсутність у складі ІГК сульфатних і карбонатних іонів виключає утворення нерозчинних сполук і закупорювання технологічного обладнання.
Має низьку температуру замерзання (для розчинів з густиною 1280 кг/м3 – нижче 50 оС).
Характеризується високим інгібуючим впливом на глинисті породи.
Має порівняно низьку корозійну активність.
Обмеження.
ІГК як рідина глушіння не повинен застосовуватися на свердловинах, де при первинному розкритті продуктивних пластів використовувались реагенти, що утворюють нерозчинні сполуки при контакті з полівалентими солями.
ІГК, як і інші гомогенні розчини солей, характеризується необмеженою фільтрацією, що може призвести до утворення значної за розмірами зони проникнення в пласті.
Утворення нерозчинних осадів у пласті можливе при контакті ІГК з сульфатними або карбонатними пластовими водами. У зв'язку з цим, перед застосуванням ІГК як рідини глушіння, необхідне проведення аналізів його сумісності з пластовою водою.